# Charles Abbot, 1:e baron Colchester
Charles Abbot, 1:e baron Colchester, född den 14 oktober 1757 i Abingdon, död den 8 maj 1829, var en brittisk statsman, rättslärd och medlem i Royal Society. Han var halvbror till Jeremy Bentham, far till Charles Abbot, 2:e baron Colchester och farfar till Reginald Abbot, 3:e baron Colchester.
Efter att ha arbetat tolv år som barrister blev han då han 1795 sekreterare ("clerk of the rules") vid King's Bench och fick samma år plats i brittiska underhuset Där arbetade han för nödvändiga reformer inom rätts- och förvaltningsväsendet. På hans initiativ infördes bland annat en förbättring i sättet att publicera lagar och författningar, liksom också en kommission för samlande och bevarande av rikets gamla handlingar ("Record Commission") tillsattes och den första noggranna folkräkningen i Storbritannien (1801) vidtogs.
Colchester var 1801 medlem av Addingtons ministär, som översekreterare och sigillbevarare för Irland, och blev 1802 vald till talman, en post som han hade till 1817, då en svår sjukdom tvingade honom att dra sig tillbaka. Vid avskedstagandet blev han peer (baron Colchester) och fick en mycket rikligt tilltagen årlig pension. Efter att av hälsoskäl ha tillbringat fem år på resor, återkom han 1822 hem och deltog sedan som ivrig tory i överhusets förhandlingar.
År 1828 utkom hans tal mot katolikernas emancipationsanspråk, 1829 de på sin tid mycket beundrade tal, i vilka han på underhusets vägnar hälsat de brittiska segrarna under Napoleonskrigen. År 1861 utgav Colchesters son Diary and Correspondence of Charles Abbot, Lord Colchester, Speaker of the House of Commons 1802-17 (3 band, med levnadsteckning).